# Seinpost Den Haag
Seinpost Den Haag, ook afgekort tot Seinpost D.H., is een Nederlandse politieserie uit 2011, die zich afspeelt in Den Haag en Scheveningen. Het draait om de dagelijkse beslommeringen op en rond het Scheveningse wijkbureau Seinpost.
De serie beslaat tien afleveringen en werd uitgezonden op Nederland 3 bij de KRO. De eerste aflevering ging op 4 september 2011 in première. Als beginmelodie is het nummer The life I live van de Haagse rockband Q65 gebruikt.
Vanaf 3 januari 2013 tot en met 7 maart 2013 werd de serie op donderdagavond ook uitgezonden in Vlaanderen, op de televisiezender VTM.

## Verhaal
Elke aflevering bestrijkt een werkdag van twee geüniformeerde teams en een rechercheduo. Elke dag gaan ze de straten van Scheveningen op om de strijd aan te gaan met kleine en grote criminaliteit.
In de serie komen allerlei misdaden voor. Van fraude tot zinloos geweld en van mishandeling tot drugs- en vrouwenhandel. Behalve de politiemensen wordt ook Barry, een Scheveningse crimineel, gevolgd.

## Afleveringen
Lijst van afleveringen van Seinpost Den Haag

## Rolbezetting

### Hoofdrollen
| Acteur               | Rol                                                  |
| -------------------- | ---------------------------------------------------- |
| Egbert-Jan Weeber    | rechercheur Maik Hofman                              |
| Terence Schreurs     | rechercheur Sonja Matulessi                          |
| Charlie Chan Dagelet | agent Marieke Kamphuis                               |
| Jim Bakkum           | agent Chiel Maas                                     |
| Stephan Evenblij     | agent Josh Vrolik                                    |
| Fatma Genç           | agent Zehra Ozcan                                    |
| Victor Löw           | hoofdinspecteur Wouter van Dijk, tevens wijkteamchef |
| Tibor Lukács         | Barry van der Zwan, crimineel                        |
| Saar Koningsberger   | aspirant Antje van Velzen                            |

### Bijrollen
| Acteur             | Rol                                       | Afl.       |
| ------------------ | ----------------------------------------- | ---------- |
| Irma Hartog        | commissaris Ilse Hogervorst, districtchef | 1–4, 7, 10 |
| Sarah Chronis      | Natascha                                  | 2–8, 10    |
| Sofie van den Enk  | Sandra van der Veen                       | 4–5, 10    |
| Gerson Oratmangoen | Ronnie                                    | 4–7        |

### Gastrollen
| Acteur                    | Rol                     | Afl. |
| ------------------------- | ----------------------- | ---- |
| Romy Krommert             | Evelien                 | 1    |
| Jolijn van de Wiel        | Milou                   | 1    |
| Kiki van Deursen          | Mathilde                | 1    |
| Abbey Hoes                | Jenna den Heyer         | 2    |
| Serge Mensink             | Tonnie van Veen         | 2    |
| Anne-Marie Jung           | Kapster                 | 2    |
| Manou Kersting            | Bernard Kleijn          | 2    |
| Bert Luppes               | Juwelier Gijs Marissing | 3    |
| Jelmer Ouwerkerk          | Jonge muzikant          | 3    |
| Nils Verkooijen           | Rudi Maasdijk           | 3    |
| Lettie Oosthoek           | Mevrouw De Wit          | 3    |
| Aziz Akazim               | Ahmed Bouali            | 3    |
| Hossein Mardani           | Aram                    | 3    |
| Saman Amini               | Bedros                  | 3    |
| Pim Wessels               | Donald Janssen          | 4    |
| Ergun Simsek              | Baris Aytac             | 4    |
| Gamze Tazim               | Esin Aytac              | 4    |
| Fockeline Ouwerkerk       | Suzan De Wit            | 4    |
| Isis Cabolet              | Margreet Verhoek        | 5    |
| Stijn Taverne             | Christian Willems       | 5    |
| Stefan de Walle           | Frankie Bestebeurtje    | 5    |
| Harry van Rijthoven       | Charles Hofman          | 6    |
| Marie Louise Stheins      | Madeleine Debrot        | 6    |
| Casper Gimbrère           | Emile Molenbeeke        | 6    |
| Ronald Top                | Jozef Meertens          | 7    |
| Katarina Justić           | Dorina                  | 7    |
| René van Asten            | Bulle Buitink           | 7    |
| Eva Oosters               | Kira Visser             | 8    |
| Nienke Sikkema            | Oma van Kira            | 8    |
| Bas van Prooijen          | Nico                    | 8    |
| Marlies Heuer             | Jose 't Hooft           | 8    |
| Genio de Groot            | Frans Bakker            | 8    |
| Fania Sorel               | Christa Vroom           | 8    |
| Cees Geel                 | Wim Bekker              | 9    |
| Hans Dagelet              | Eddy Kamphuis           | 9    |
| Mirjam de Rooij           | Eva Jansen              | 9    |
| Serge Price               | Jan Robbens             | 9    |
| Christine van Stralen     | Emmy van Dam            | 10   |
| Eva Damen                 | Marleen van Dam         | 10   |
| Arend Jan Heerma van Voss | Jonkheer Simon Verpale  | 10   |
| Ruben Lürsen              | Rijksrechercheur        | 10   |